# Vikthållning
Vikthållning eller viktkontroll är ett långsiktigt förebyggande av skadlig övervikt och sjukdomar relaterade till övervikt. Vikthållning ska skiljas från bantning och annan terapi för viktminskning.
Vikthållning innebär att man äter lika många kalorier som man förbränner, medan man behöver ligga på ett kaloriunderskott för att gå ner i vikt och ett kaloriöverskott för att gå upp i vikt.
Likt terapi för viktminskning, grundar sig viktkontroll på kosthållning och motion.